# Французька зона окупації Німеччини

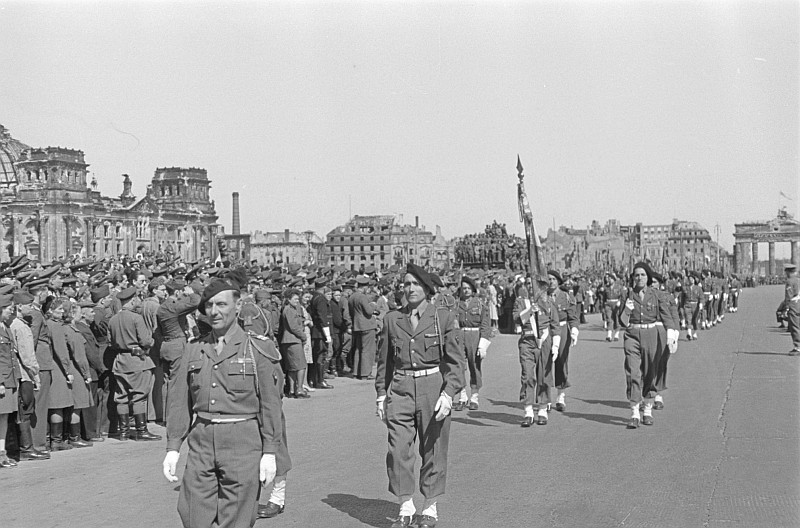
перед Бранденбурзькими воротами в Берліні, травень 1946

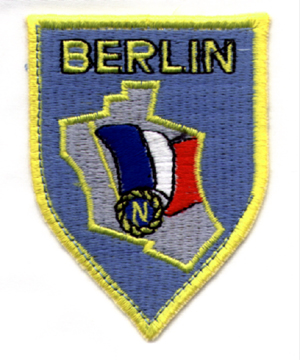
Знаки розрізнення Forces Françaises à Berlin (Французькі війська в Берліні) після 1949

Французька зона окупації Німеччини була утворена з частин території американської та британської зони Німеччини, які союзники створили у травні 1945 на підставі угод між СРСР, США і Великою Британією у вересні 1944.
Створена 26 липня 1945.
У цій зоні французький військовий уряд в 1945 і 1946 роках утворив землі Південний Баден, Вюртемберг-Гогенцоллерн і Рейнланд-Пфальц. Саар вже в лютому 1946 був винесений з французької зони і як протекторат підпорядковувався особливому режиму з метою приєднання до Франції (див. Саар (протекторат)).
До французької зони також належав район Ліндау-Бодензее. Він служив коридором, з'єднуючим з французькою зоною окупації Австрії, яка включала землі Форарльберг і Тіроль.